# Vilain II de Aulnay
Vilain II de Aulnay (en francés: Villain II d'Aulnay/d'Aunoy) fue el cuarto barón de Arcadia, un feudo del Principado de Acaya.

## Origen
Era el hijo de Godofredo de Aulnay, barón de Arcadia, y su esposa.

## Matrimonio y descendencia
Se casó con Helena de Briel, hija de Godofredo de Briel el Joven y Margarita de Lisarea, y tuvo dos hijos:
- Erard, sucesor de su padre en la Baronía de Arcadia.
- Inés, se casó con Esteban le Maure, señor de Saint-Sauveur.